# Stevan Gaber
Stevan Gaber (mazedonisch Стеван Габер; * 22. September 1919 in Veles; † 6. August 1999 in Skopje) war ein jugoslawischer Rechtsphilosoph.

## Leben
Stevan Gaber schloss sich 1944 dem Bund der Kommunisten Jugoslawiens an. 1949 bis 1951 studierte er Sozialwissenschaften an der Universität Belgrad, 1958 promovierte er an der Rechtswissenschaftlichen Fakultät dieser Universität mit einer Arbeit über Direkte Demokratie. Er war zunächst als Dozent an der Universität Skopje tätig und absolvierte Postdiplomstudien an mehreren jugoslawischen Universitäten sowie in Poznań und Grenoble.
Er lehrte als Professor an der Rechtswissenschaftlichen Fakultät der Universität Skopje, war 1965 bis 1967 Dekan dieser Fakultät und 1972 bis 1974 Rektor der Universität. 1979 bis 1983 war er der erste Rektor der neugegründeten Universität Bitola.

## Werke
- Uvod vo naukata za držvata i pravoto (Einführung in die Wissenschaft von Recht und Staat), 1964, 2. Aufl. 1980
- Teorija na držvata i pravoto (Staats- und Rechtstheorie), 1970, 4. erweiterte Auflage 1986
- Prilozi kon istorijata, 1980
- Studii za ASNOM (Studien zum ASNOM), 1986
- Politikološki sintezi (Politikwissenschaftliche Synthesen), 2 Bände, 1986 und 1988